# Карпов, Михаил Георгиевич
Михаи́л Гео́ргиевич Ка́рпов (11 мая 1948 — 24 июня 2004) — российский дипломат. Чрезвычайный и полномочный посланник 2 класса.

## Биография
Окончил Московский государственный институт международных отношений (МГИМО) МИД СССР (1972). На дипломатической работе с 1972 года. Владел тамильским и английским языками.
- В 1995—1999 годах — генеральный консул России в Карачи (Пакистан).
- С ноября 2000 по август 2002 года — заместитель директора Третьего департамента Азии МИД России.
- С 19 июня 2002 по 24 июня 2004 года — чрезвычайный и полномочный посол Российской Федерации в Шри-Ланке[2].
- С 2 июля 2002 по 24 июня 2004 года — чрезвычайный и полномочный посол Российской Федерации в Мальдивской Республике по совместительству[3].